# The Very Best of YASUSHI NAKANISHI
『The Very Best of YASUSHI NAKANISHI』（ザ・ベリー・ベスト・オブ・ヤスシ・ナカニシ）は中西保志5枚目のベスト・アルバム。2012年3月21日発売。発売元は日本コロムビア。

## 収録曲
1. 想い出を閉じこめて
2. 夜を数えて
3. 千年前から見つめていた
4. 唇のかたち
5. 愛が見えたとき
6. それでいいよ
7. 冬の扉
8. 最後の雨
9. LOVE TIDE
10. LAST CALL
11. 君が微笑むなら
12. どうして君を傷つけたのだろう
13. ONE
14. 幸せのドア
15. 歓送の歌